# Ernst Teichmann (Theologe)
Ernst Teichmann (* 11. August 1906 in Jever; † 13. August 1983 in Halbe) war ein deutscher Theologe und Verantwortlicher für das Anlegen des Waldfriedhofs Halbe, der mittlerweile vom Volksbund Deutsche Kriegsgräberfürsorge gepflegt wird.

## Leben
Ernst Teichmann wurde am 11. August 1906 in Jever geboren, verbrachte aber seine Jugend als Waise bei Pflegeeltern in der Nähe von Berlin. Er absolvierte erst eine Lehre als Bankkaufmann, arbeitet in einer Bank, bevor er in der Inflationszeit entlassen wurde. 1932 legte er am Gymnasium in Königs Wusterhausen sein Abitur ab und studierte bis 1937 Theologie in Berlin.

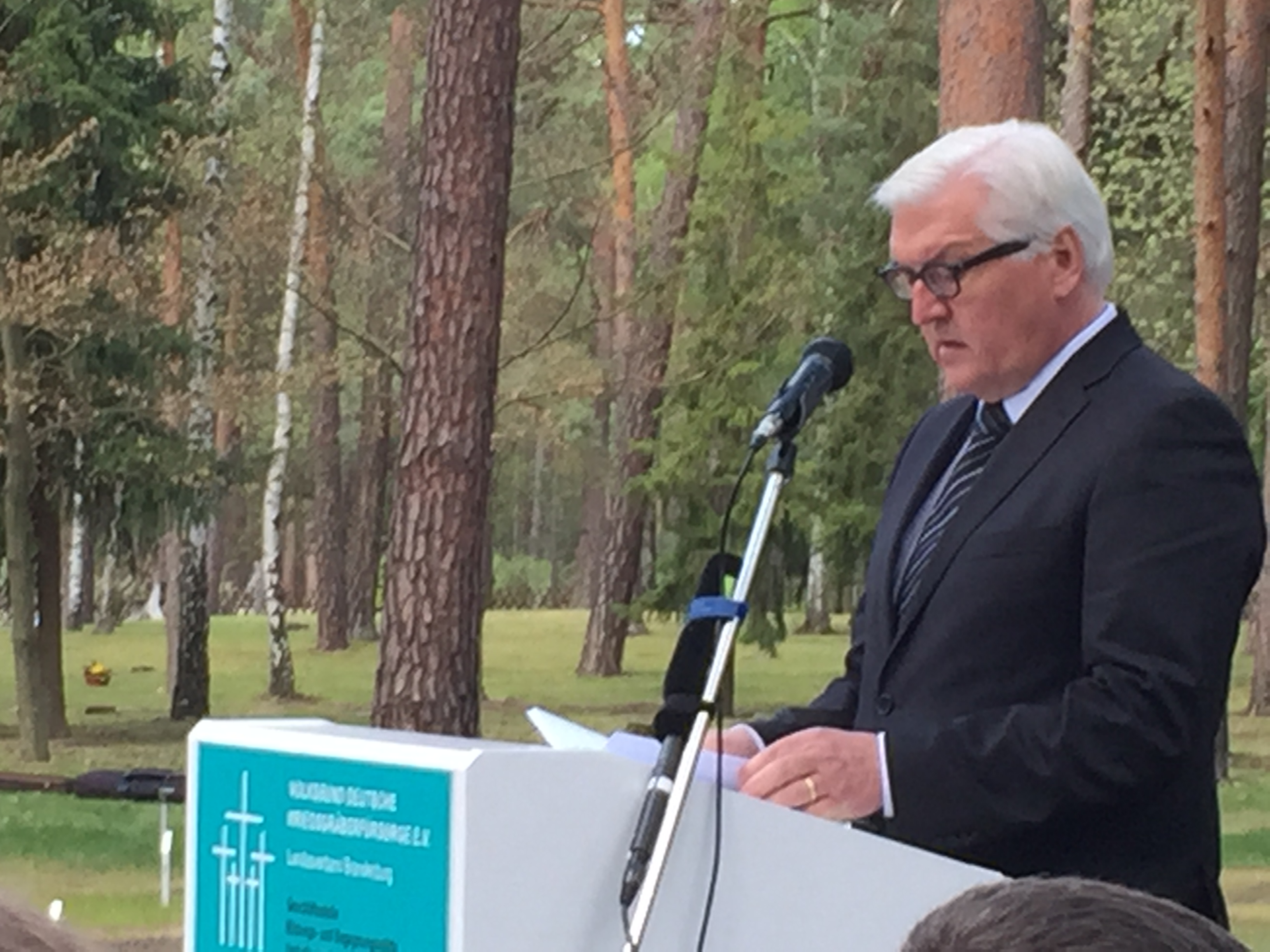
Frank-Walter Steinmeier hält die Gedenkansprache in Halbe

Während seiner Zeit als Vikar in der St.-Georg-Kirche in Frankfurt an der Oder lernte er seine spätere Frau Ilse Hartmann (1911–2013) kennen. Im Oktober 1939 wurde er zur Wehrmacht eingezogen und heiratete im November 1939 Ilse. Durch die Ordination wurde er 1940 brandenburgischer Pfarrer. Im Zweiten Weltkrieg wurde er lediglich Gefreiter, aber erlebte die Kriegstoten und Vermissten. „Es waren keine Helden, es waren Männer, die nach Hause wollten“, so charakterisierte er seine Eindrücke und so wurde er zum 70. Jahrestag des Kriegsendes 2015 von Frank-Walter Steinmeier zitiert.
Während des Krieges wurden seine beiden Kinder, eine Tochter und ein Sohn; und eine weitere Tochter 1948 geboren. Er geriet nur kurz in Kriegsgefangenschaft und fand im Juni 1945 seine gesamte Familie lebend in Wernigerode bzw. seine Adoptiveltern in Berlin. Zusätzlich gehörten noch die Schwiegereltern und ein elternloses Flüchtlingskind aus Pommern zum Haushalt. Erst wurde er nur kommissarisch Pfarrer in Schierke. Erst nach jahrelangen Auseinandersetzungen mit der Kirchenleitung wurde er 1948 ordentlicher Pfarrer der Gemeinde Schierke.
Hier richtete er bereits 1947 einen kleinen Soldatenfriedhof ein und stellte zum Gedenken an Gustav Petri, dessen Schicksal er entgegen der Herangehensweise der DDR-Behörden probierte aufzuarbeiten, ein Gedenkkreuz auf.
Im Sommer 1947 war Teichmann zum ersten Mal in Halbe, wo in der Region die Kesselschlacht von Halbe gewütet hatte, und begann mit Hilfe der Ortsbewohner unbekannte Grabstellen ausfindig zu machen. Er begann direkt mit der gezielten Erfassung und nahm Kontakt zu den unterschiedlichen Einrichtungen der Kriegsgräberfürsorge auf. So führte er in den kommenden Jahren die Arbeit weiter, welche wesentlich mit Unterstützung von Otto Dibelius für die Anlage des späteren Waldfriedhofs Halbe werden sollte. Im Sommer 1951 besetzte er die seit dem Krieg vakante Pfarrstelle in Halbe, später auch als stellvertretender Superintendent. Vorher hatte die Landesregierung bereits die Entscheidung für das Anlegen des Friedhofs – zunächst noch als Zentralfriedhof bezeichnet – getroffen. Es folgte der Wiederaufbau der Dankeskirche und des Pfarrhauses, die im April 1945 stark beschädigt worden waren.
Ab 1. November 1951 begannen die Umbettungen und die Anlage des Waldfriedhofs Halbe. Neben dieser Aktivität, welche mit seiner Akribie für die Identifikation der Toten anhand etwa von Erkennungsmarken und Soldbuch einherging, kümmerte sich Teichmann auch um die seelsorgerische Betreuung der Angehörigen. So schrieb er allein im Jahr 1979 1.117 Briefe an Angehörige. Später organisierte er auch die Instandhaltungsarbeiten der Friedhofsanlage.
1952 hatte er sich für die Umbettung der sterblichen Überreste von 4.500 Ermordeten des Speziallager Ketschendorf auf den Waldfriedhof eingesetzt.

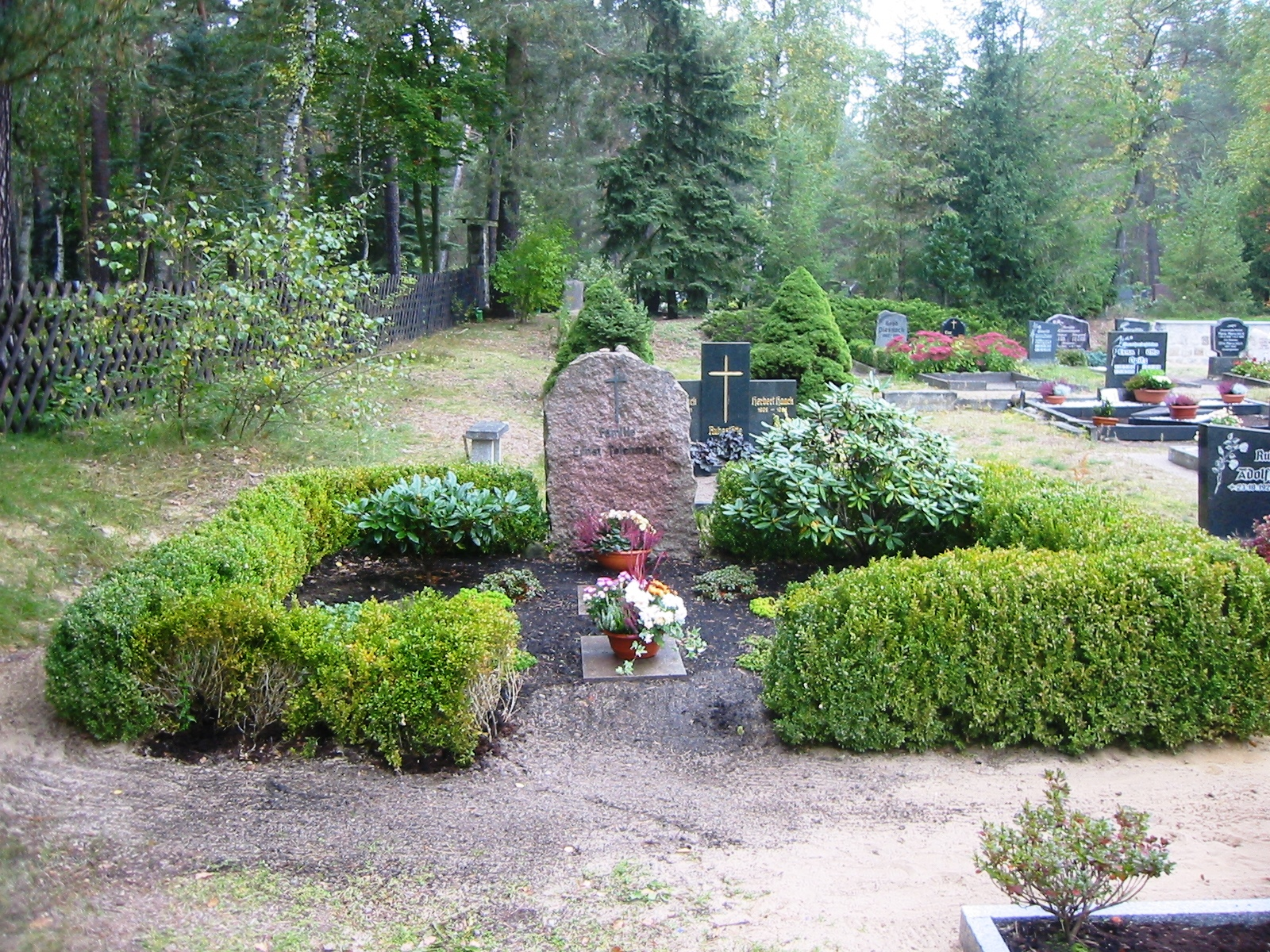
Grab von Ernst Teichmann auf dem Gemeindefriedhof in Halbe

Bis 1956 wurden etwa 22.000 Soldaten auf dem Waldfriedhof bestattet. 6.000 davon konnten identifiziert werden.
Bis 1978 blieb er Gemeindepfarrer in Halbe, engagierte sich aber weiterhin auch für andere Kriegsgräberstätten, welche er seit den siebziger Jahren ebenfalls betreute.
Zwei Tage nach seinem Geburtstag starb er nach schwerer Krankheit und wurde auf dem Gemeindefriedhof in Halbe beerdigt.
Jahrzehntelang hatte er um das Aufstellen eines Holzkreuzes auf dem Waldfriedhof gekämpft. Erst nach der Wende wurde dies umgesetzt.
In der 2013 eingeweihten Bildungs- und Begegnungsstätte in Halbe wird sein Nachlass verwaltet.

## Auszeichnungen (Auswahl)
- 30. April 1982: Waldo-Wenzel-Plakette der Arbeitsgemeinschaft Friedhof und Denkmal (gemeinsam mit Friedrich Karl Azzola)[8]
- 27. Dezember 1995 erhielt seine Frau für ihr gemeinsames Lebenswerk auf Vorschlag des Volksbund Deutsche Kriegsgräberfürsorge das Bundesverdienstkreuz,[9] überreicht von Manfred Stolpe für das „Lebenswerk der Menschlichkeit“
- Benennung einer Straße: Ernst-Teichmann-Straße in Halbe